# Ј
Ј, ј (Ye, pronunciado "iê", grafado Je em alguns idiomas) é uma letra do alfabeto cirílico presente nos alfabetos sérvio, macedônico, alfabeto azeri e alfabeto komi de Vuk Stefanović Karadžić. Equivale ao som semi-vogal /j/, como o "i" de ditongos em português, o "ï" em francês e o "y" em inglês e espanhol. Como todas as letras em servo-croata, "je" não tem um nome próprio, indicada apenas pelo som /j/ (quase como "iâ").
Equivale à letra i curta (й) do alfabeto russo.
O uso desta letra no endônimo do antigo país Iugoslávia (em servo-croata, Jugoslavija) levou à grafia "Jugoslávia", adotada em Portugal e nos PALOP. No entanto, a pronuncia — que deveria ser mantida como /juɡoslavijɑ/ — acabou sendo alterada para /ʒuɡoslavijɑ/. Este é um entre vários casos de pronúncia modificada por má interpretação.